# Nati nel 1968/Maggio
| Questa pagina contiene informazioni ricavate automaticamente dalle voci biografiche con l'ausilio del template Bio e di un bot. L'aggiornamento è periodico e automatico e ricostruisce completamente la pagina. Se manca una persona in questa lista, sei pregato di non aggiungerla, ma accertati piuttosto che la sua voce biografica contenga il template Bio e che i dati anagrafici siano correttamente compilati. Se il template Bio manca, inseriscilo tu stesso o, in alternativa, metti l'avviso {{tmp\|Bio}} che ne segnala la mancanza. Se i dati riportati sono sbagliati, correggi direttamente la voce biografica; le modifiche saranno visibili in questa lista entro pochi giorni. Per chiarimenti vedi il progetto biografie. La lista contiene solo le 297 persone che sono citate nell'enciclopedia e per le quali è stato implementato correttamente il template Bio. Pagina aggiornata al 10 ago 2025. |

- 1º maggio - Roque Baños, compositore spagnolo
- 1º maggio - Oliver Bierhoff, dirigente sportivo e ex calciatore tedesco
- 1º maggio - Andrea Bruschi, cantante e attore italiano
- 1º maggio - Stefano Giraldi, ex ciclista su strada italiano
- 1º maggio - Akiko Kijimuta, ex tennista giapponese
- 1º maggio - Denise Masino, culturista e modella statunitense
- 1º maggio - Jean-Claude Mukanya, ex calciatore congolese (Repubblica Democratica del Congo)
- 1º maggio - Elşad Qadaşev, ex cestista russo
- 1º maggio - Reinhard Schneider, dirigente d'azienda tedesco
- 1º maggio - Luke Scott, regista britannico
- 1º maggio - Barbara Terrinoni, attrice teatrale italiana
- 1º maggio - Anđelko Urošević, ex calciatore serbo
- 1º maggio - D'arcy Wretzky, bassista statunitense
- 2 maggio - Jeff Agoos, ex calciatore e ex giocatore di calcio a 5 statunitense
- 2 maggio - Elda Alvigini, attrice italiana
- 2 maggio - Marco Favalli, ex hockeista su ghiaccio italiano
- 2 maggio - Eric Holcomb, politico statunitense
- 2 maggio - Laura Iuorio, scrittrice italiana († 2017)
- 2 maggio - Konrad Kurt Ladstätter, ex sciatore alpino italiano
- 2 maggio - T.J. Middleton, ex tennista statunitense
- 2 maggio - Hikaru Midorikawa, doppiatore giapponese
- 2 maggio - Emil Milev, tiratore a segno bulgaro
- 2 maggio - José Ramón Sandoval, allenatore di calcio spagnolo
- 2 maggio - Peter Sarantopoulos, ex calciatore e ex giocatore di calcio a 5 canadese
- 2 maggio - Emanuele Secci, attore, regista e pianista italiano
- 2 maggio - Ruben Vardanjan, imprenditore russo
- 3 maggio - Bärbel Bas, politica tedesca
- 3 maggio - Joe Belfiore, dirigente d'azienda statunitense
- 3 maggio - Debora Caprioglio, attrice e showgirl italiana
- 3 maggio - Keithroy Cornelius, ex calciatore americo-verginiano
- 3 maggio - Jay Darlington, tastierista inglese
- 3 maggio - Willie Ofahengaue, ex rugbista a 15 e allenatore di rugby a 15 tongano
- 3 maggio - Amy Ryan, attrice statunitense
- 3 maggio - Sven Erik Sætre, ex calciatore norvegese
- 4 maggio - Becca Balint, politica statunitense
- 4 maggio - Francesca Bortolozzi, maestra di scherma e ex schermitrice italiana
- 4 maggio - Leroy Jackson, ex cestista panamense
- 4 maggio - Frank Kruse, tecnico del suono tedesco
- 4 maggio - Antonio Milo, attore italiano
- 4 maggio - Jordi Pardo, ex cestista spagnolo
- 4 maggio - Shin Hong-gi, ex calciatore sudcoreano
- 4 maggio - Éric Vuillard, scrittore e regista francese
- 5 maggio - Boban Babunski, allenatore di calcio e ex calciatore macedone
- 5 maggio - Dejan Djuranović, allenatore di calcio e ex calciatore sloveno
- 5 maggio - Geert Emmerechts, allenatore di calcio e ex calciatore belga
- 5 maggio - Jurij Kalytvyncev, allenatore di calcio e ex calciatore ucraino
- 5 maggio - Dariusz Michalczewski, ex pugile polacco
- 5 maggio - Miho Morikawa, cantante, attrice e ex modella giapponese
- 5 maggio - Ol'ga Sidorova, ex schermitrice russa
- 5 maggio - John Soko, calciatore zambiano († 1993)
- 5 maggio - Indrek Varblane, ex cestista estone
- 6 maggio - Paul Bazely, attore britannico
- 6 maggio - Maksim Fadeev, produttore discografico e musicista russo
- 6 maggio - Hisashi Kurosaki, allenatore di calcio e ex calciatore giapponese
- 6 maggio - Artan Mërgjyshi, allenatore di calcio e ex calciatore albanese
- 6 maggio - Lætitia Sadier, cantante e musicista francese
- 7 maggio - Rob Alflen, allenatore di calcio e ex calciatore olandese
- 7 maggio - Eagle-Eye Cherry, cantautore e attore svedese
- 7 maggio - Fernando García Cadiñanos, vescovo cattolico spagnolo
- 7 maggio - Marco Gisotti, giornalista italiano
- 7 maggio - Walter Hamada, produttore cinematografico statunitense
- 7 maggio - Bernd Hobsch, ex calciatore tedesco
- 7 maggio - Traci Lords, attrice e ex attrice pornografica statunitense
- 7 maggio - William Okpara, ex calciatore e ex giocatore di calcio a 5 nigeriano
- 7 maggio - Florian Schwarthoff, ex ostacolista tedesco
- 7 maggio - Markus Wasser, ex bobbista svizzero
- 7 maggio - IOTA, cantante, musicista e attore australiano
- 8 maggio - Omar Camporese, ex tennista italiano
- 8 maggio - Gianni Fava, ex politico e imprenditore italiano
- 8 maggio - Mickaël Madar, ex calciatore francese
- 8 maggio - Ivan Mikulić, cantante croato
- 8 maggio - Peng Zhaoqin, scacchista cinese
- 8 maggio - David Rodrigo, allenatore di calcio spagnolo
- 8 maggio - Sebastian Schipper, regista, attore e sceneggiatore tedesco
- 8 maggio - Louise Beatrice Stratten, attrice canadese
- 8 maggio - Veronika Šarec, ex sciatrice alpina slovena
- 9 maggio - Francesco Amato, allenatore di hockey su pista e ex hockeista su pista italiano
- 9 maggio - David Benoit, ex cestista e allenatore di pallacanestro statunitense
- 9 maggio - Marco Capretti, comico italiano
- 9 maggio - Caia Coley, attrice statunitense
- 9 maggio - Francesco De Rosa, giornalista e scrittore italiano
- 9 maggio - Valner Franković, ex pallamanista croato
- 9 maggio - Dario Gervasi, vescovo cattolico italiano
- 9 maggio - Masahiko Harada, ex saltatore con gli sci giapponese
- 9 maggio - Graham Harman, filosofo statunitense
- 9 maggio - Hardy Krüger Jr., attore tedesco
- 9 maggio - Carla Overbeck, ex calciatrice statunitense
- 9 maggio - Marie-José Pérec, ex velocista francese
- 9 maggio - Bruce Pickens, ex giocatore di football americano statunitense
- 9 maggio - Scott Pruitt, avvocato e politico statunitense
- 9 maggio - Fabrizio Quattrocchi, italiano († 2004)
- 9 maggio - Neil Ruddock, ex calciatore inglese
- 9 maggio - Martino Soracreppa, ex hockeista su ghiaccio italiano
- 10 maggio - Bertrand Badré, imprenditore francese
- 10 maggio - Roberto Bondì, storico della scienza e storico della filosofia italiano
- 10 maggio - Igor Boni, politico e attivista italiano
- 10 maggio - Davide Cantarello, ex cestista e allenatore di pallacanestro italiano
- 10 maggio - Pampos Christofī, ex calciatore cipriota
- 10 maggio - Alice Coote, mezzosoprano britannico
- 10 maggio - Franz von Holzhausen, designer statunitense
- 10 maggio - Moritz Kleine-Brockhoff, ex cestista e giornalista tedesco
- 10 maggio - Emilija Kokić, cantante croata
- 10 maggio - Emanuele Manco, giornalista e scrittore italiano
- 10 maggio - Erik Palladino, attore statunitense
- 10 maggio - Richard Patrick, cantante e chitarrista statunitense
- 10 maggio - William Regal, ex wrestler britannico
- 10 maggio - Ciro Alessandro Sacco, opinionista e saggista italiano
- 10 maggio - Adrian Scarborough, attore britannico
- 10 maggio - Lamont Strothers, ex cestista statunitense
- 10 maggio - Stewart Wieck, autore di giochi statunitense († 2017)
- 10 maggio - Markus Zoecke, ex tennista tedesco
- 10 maggio - Tat'jana Šikolenko, ex giavellottista russa
- 11 maggio - Daniel Calparsoro, regista e sceneggiatore spagnolo
- 11 maggio - Sandu Ciorbă, cantante rumeno
- 11 maggio - Jeffrey Donovan, attore e regista statunitense
- 11 maggio - Harald Gämperle, allenatore di calcio e ex calciatore svizzero
- 11 maggio - Ana Jara, politica e avvocata peruviana
- 11 maggio - Maurizio Modica, conduttore radiofonico italiano
- 11 maggio - Alberto Ostini, fumettista e sceneggiatore italiano
- 11 maggio - Giannīs Papagiannīs, ex cestista greco
- 11 maggio - Dmitrij Šakulin, ex cestista e allenatore di pallacanestro russo
- 11 maggio - Serhij Ušakov, ex ciclista su strada ucraino
- 11 maggio - John Williams, ex calciatore inglese
- 11 maggio - David Young, politico statunitense
- 11 maggio - Judith Zeidler, ex canottiera tedesca
- 11 maggio - Turki bin Talal Al Sa'ud, principe e militare saudita
- 12 maggio - Sebastián Chico Martínez, vescovo cattolico spagnolo
- 12 maggio - Rob Chudzinski, ex giocatore di football americano e allenatore di football americano statunitense
- 12 maggio - Tony Hawk, imprenditore e attore statunitense
- 12 maggio - Jane Kerr, ex nuotatrice canadese
- 12 maggio - Johann Kogler, allenatore di calcio e ex calciatore austriaco
- 12 maggio - Vicente Ribas Prats, vescovo cattolico spagnolo
- 12 maggio - Bettina Stark-Watzinger, politica e economista tedesca
- 13 maggio - Miguel Ángel Blanco, politico spagnolo († 1997)
- 13 maggio - Braulio Castillo, ex giocatore di baseball dominicano
- 13 maggio - Owen Morris, produttore discografico gallese
- 13 maggio - Scott Morrison, politico australiano
- 13 maggio - Germano Racchella, politico italiano
- 13 maggio - Dmitrij Ševčenko, ex discobolo russo
- 13 maggio - PMD, rapper statunitense
- 13 maggio - Paul Tibbitt, animatore, doppiatore e character designer statunitense
- 13 maggio - Monique Truong, scrittrice statunitense
- 13 maggio - Martin Werhand, editore, scrittore e poeta tedesco
- 14 maggio - Steven Key, ex cestista e allenatore di pallacanestro statunitense
- 14 maggio - Max Longhi, arrangiatore, compositore e direttore d'orchestra italiano
- 14 maggio - Mantaur, wrestler statunitense († 2023)
- 14 maggio - Héctor Milián, ex lottatore cubano
- 14 maggio - Tony Stanger, ex rugbista a 15, allenatore di rugby a 15 e dirigente sportivo britannico
- 14 maggio - Gerasimos Voltyrakīs, allenatore di pallanuoto e ex pallanuotista greco
- 14 maggio - Xu Hong, allenatore di calcio, ex calciatore e ex giocatore di calcio a 5 cinese
- 15 maggio - Perry Friedman, giocatore di poker statunitense († 2024)
- 15 maggio - Aubin Goporo, ex cestista, allenatore di pallacanestro e dirigente sportivo centrafricano
- 15 maggio - Toni Korkeakunnas, allenatore di calcio e ex calciatore finlandese
- 15 maggio - Cecilia Malmström, diplomatica e politica svedese
- 15 maggio - Herbert Simone Paragnani, sceneggiatore e regista italiano
- 15 maggio - Fabrizio Provitali, ex calciatore italiano
- 15 maggio - Seth Putnam, cantante e polistrumentista statunitense († 2011)
- 15 maggio - Ernesto Tomasini, attore, cabarettista e cantante italiano
- 16 maggio - Matthieu Baumier, scrittore, saggista e romanziere francese
- 16 maggio - Scott Beattie, allenatore di hockey su ghiaccio, dirigente sportivo e ex hockeista su ghiaccio canadese
- 16 maggio - Maja Blagdan, cantante croata
- 16 maggio - Craig Connell, pilota motociclistico australiano
- 16 maggio - Niccolò Fabi, cantautore italiano
- 16 maggio - Filip Florian, scrittore e giornalista romeno
- 16 maggio - Judith Henry, attrice francese
- 16 maggio - Noemi Lung, ex nuotatrice rumena
- 16 maggio - Lennie Kristensen, ex ciclista su strada e mountain biker danese
- 16 maggio - Stephen Mangan, attore britannico
- 16 maggio - Ľuboš Micheľ, ex arbitro di calcio e politico slovacco
- 16 maggio - Diego Sabre, doppiatore italiano
- 16 maggio - Pier Giorgio Silvestrin, imprenditore e stilista italiano
- 16 maggio - Sergio Sánchez Hernández, ex atleta paralimpico spagnolo
- 16 maggio - Ralph Tresvant, cantante statunitense
- 17 maggio - Dave Abbruzzese, batterista statunitense
- 17 maggio - Philippe Benetton, ex rugbista a 15 e allenatore di rugby a 15 francese
- 17 maggio - Tim Grunhard, ex giocatore di football americano statunitense
- 17 maggio - Elisabetta Gualmini, politica e politologa italiana
- 17 maggio - George Kołodziej, vescovo cattolico polacco
- 17 maggio - Evgenija Manjukova, allenatrice di tennis e ex tennista russa
- 17 maggio - Walter Mirabelli, ex calciatore italiano
- 17 maggio - Michael Polite, ex cestista statunitense
- 17 maggio - John Paul Tremblay, attore, sceneggiatore e comico canadese
- 18 maggio - David Adekola, ex calciatore nigeriano
- 18 maggio - Aksel Bergo, allenatore di calcio norvegese
- 18 maggio - Antoine Boussombo, ex velocista gabonese
- 18 maggio - David Carabott, allenatore di calcio e ex calciatore maltese
- 18 maggio - Dalila, ex attrice pornografica marocchina
- 18 maggio - Tom Donahue, regista e produttore cinematografico statunitense
- 18 maggio - Shelley Lubben, attrice pornografica e attivista statunitense († 2019)
- 18 maggio - Sjarhej Martynaŭ, tiratore a segno bielorusso
- 18 maggio - Massimo Maugeri, scrittore italiano
- 18 maggio - Shea Neary, ex pugile britannico
- 18 maggio - Thomas Sykora, ex sciatore alpino austriaco
- 19 maggio - Kyle Eastwood, bassista e attore statunitense
- 19 maggio - Anna Maria Fallucchi, politica italiana
- 19 maggio - Maurice Muhatia Makumba, arcivescovo cattolico keniota
- 19 maggio - Theo de Raadt, informatico canadese
- 19 maggio - Kazuhiro Takao, pilota motociclistico giapponese
- 20 maggio - Célio Silva, ex calciatore brasiliano
- 20 maggio - Citizen Cope, cantautore statunitense
- 20 maggio - Andrea Di Giuseppe, politico e imprenditore italiano
- 20 maggio - Ólafur Kristjánsson, allenatore di calcio e ex calciatore islandese
- 20 maggio - Valeriu Lazăr, politico moldavo
- 20 maggio - Giōrgos Mposganas, ex cestista greco
- 20 maggio - J. T. Rogers, drammaturgo statunitense
- 20 maggio - Waisale Serevi, ex rugbista a 15 figiano
- 20 maggio - Artur Wojdat, ex nuotatore polacco
- 20 maggio - Macula, ex calciatore brasiliano
- 21 maggio - Ərani Beydiyev, ex calciatore azero
- 21 maggio - Helge Bjønsaas, ex calciatore norvegese
- 21 maggio - Paolo Colombo, politico italiano
- 21 maggio - Tom Goodman-Hill, attore e doppiatore britannico
- 21 maggio - Amanda Hendrix, astronoma statunitense
- 21 maggio - Timothy Mwitwa, calciatore zambiano († 1993)
- 21 maggio - Davide Tizzano, canottiere, velista e dirigente sportivo italiano
- 22 maggio - Randy Brown, ex cestista, allenatore di pallacanestro e dirigente sportivo statunitense
- 22 maggio - Filippo Dobrilla, scultore, fotografo e speleologo italiano († 2019)
- 22 maggio - Mass Giorgini, bassista e produttore discografico statunitense
- 22 maggio - Igor' Ledjachov, allenatore di calcio e ex calciatore sovietico
- 22 maggio - Gabriel Mendoza, ex calciatore cileno
- 22 maggio - Helena Mikołajczyk, ex biatleta polacca
- 22 maggio - Pietro Vignali, politico italiano
- 22 maggio - Francesca Zanni, attrice, drammaturga e regista italiana
- 23 maggio - Fredrik Gärdeman, ex calciatore svedese
- 23 maggio - Thomas Jordan, ex cestista statunitense
- 23 maggio - Hernán Medford, allenatore di calcio e ex calciatore costaricano
- 23 maggio - John Ortiz, attore statunitense
- 23 maggio - Guinevere Turner, attrice e sceneggiatrice statunitense
- 24 maggio - Roberto Boscaglia, allenatore di calcio e ex calciatore italiano
- 24 maggio - Andrij Romanovyč Chomyn, calciatore sovietico († 1999)
- 24 maggio - Suada Dilberović, croata († 1992)
- 24 maggio - Roberto Farinella, vescovo cattolico italiano
- 24 maggio - Santiago Legarre, scrittore e avvocato argentino
- 24 maggio - Yang Ling, tiratore a segno cinese
- 25 maggio - Antonio Berardi, stilista inglese
- 25 maggio - Vincenzo Beretta, fumettista italiano
- 25 maggio - José Manuel Carreño, ex ballerino e direttore artistico cubano
- 25 maggio - Stefano Cortinovis, ex ciclista su strada italiano
- 25 maggio - Kendall Gill, ex cestista e ex pugile statunitense
- 25 maggio - Fulvio Martusciello, politico italiano
- 25 maggio - Russ Rankin, cantante e produttore discografico statunitense
- 25 maggio - Takayuki Sunaga, ex giocatore di football americano e allenatore di football americano giapponese
- 26 maggio - Willie Burton, ex cestista statunitense
- 26 maggio - Federico X di Danimarca, re danese
- 26 maggio - Miguel Duhamel, pilota motociclistico canadese
- 26 maggio - Fernando León de Aranoa, regista e sceneggiatore spagnolo
- 26 maggio - Iain MacPherson, pilota motociclistico britannico
- 26 maggio - Iuliana Marcovici, ex cestista rumena
- 26 maggio - Steve Sedgley, ex calciatore inglese
- 26 maggio - Rachael Sporn, ex cestista australiana
- 26 maggio - Jonny Wickersham, chitarrista statunitense
- 27 maggio - Kiyohiko Azuma, fumettista giapponese
- 27 maggio - Jeff Bagwell, ex giocatore di baseball statunitense
- 27 maggio - Rebekah Brooks, giornalista e editrice britannica
- 27 maggio - Luigi Chiatti, serial killer italiano
- 27 maggio - Harun Erdenay, ex cestista turco
- 27 maggio - Carlo Finco, ex ciclista su strada italiano
- 27 maggio - Stefan Mogren, ex calciatore svedese
- 27 maggio - Vincenzo Peluso, attore italiano
- 27 maggio - Chris Roberts, autore di videogiochi e produttore cinematografico statunitense
- 27 maggio - Frank Thomas, ex giocatore di baseball statunitense
- 27 maggio - Elena Volkova, ex nuotatrice russa
- 27 maggio - Jennifer Wexton, politica statunitense
- 27 maggio - Devrim Yakut, attrice turca
- 28 maggio - Ivo Alfredo, ex cestista angolano
- 28 maggio - Jesús Mena, ex tuffatore messicano
- 28 maggio - Thierry Gentina, ex sciatore alpino francese
- 28 maggio - Gheorghe Gușet, pesista rumeno († 2017)
- 28 maggio - Paulo Macedo, ex cestista e allenatore di pallacanestro angolano
- 28 maggio - Kylie Minogue, cantautrice, attrice e ballerina australiana
- 28 maggio - Tetsu Nagasawa, allenatore di calcio e ex calciatore giapponese
- 28 maggio - Pascal Pierre, ex calciatore francese
- 28 maggio - Claudio Scremin, ex hockeista su ghiaccio canadese
- 28 maggio - Chubb Rock, rapper statunitense
- 28 maggio - Francesco Specchia, giornalista e scrittore italiano
- 28 maggio - Róbert Štefko, ex maratoneta e mezzofondista slovacco
- 28 maggio - Frédéric Vasseur, dirigente sportivo e ingegnere francese
- 29 maggio - Chiara Colizzi, doppiatrice e direttrice del doppiaggio italiana
- 29 maggio - Edmilson Dias de Lucena, ex calciatore brasiliano
- 29 maggio - Tate George, ex cestista statunitense
- 29 maggio - Janne Immonen, ex fondista finlandese
- 29 maggio - Park Tae-ha, allenatore di calcio e ex calciatore sudcoreano
- 29 maggio - Nataša Pirc Musar, politica, avvocata e giornalista slovena
- 29 maggio - Øyvind Skaanes, ex fondista norvegese
- 30 maggio - Emmanuelle Bach, attrice francese
- 30 maggio - Gianluca Galimberti, politico italiano
- 30 maggio - Pablo Lara, ex sollevatore cubano
- 30 maggio - Rogério Motta, ex giocatore di calcio a 5 brasiliano
- 30 maggio - Zakariyya Musawi, terrorista francese
- 30 maggio - Naoki Naitō, ex calciatore giapponese
- 30 maggio - David Oldfield, allenatore di calcio e ex calciatore inglese
- 31 maggio - Marco Braico, scrittore italiano
- 31 maggio - Duane Causwell, ex cestista statunitense
- 31 maggio - John Connolly, scrittore irlandese
- 31 maggio - Mike Fibbens, ex nuotatore britannico
- 31 maggio - Orly Grossman, ex cestista israeliana
- 31 maggio - Jørn Lande, cantante norvegese